# Mönsterås Tändsticksfabrik
Mönsterås Tändsticksfabrik var en tändsticksfabrik i Mönsterås.  
Det har funnits 33 tändsticksfabriker i Kalmar län, varav två i Mönsterås. Den första i Mönsterås var Rosendahls Tändsticksfabrik, som anlades 1869 av apotekaren i Borgholm Götvid Frykman (1811-1876). Fabriken lades ner 1887.
År 1892 anlades en andra fabrik av bröderna Ernst August Kreuger och Fredrik Kreugers (född 1858), vilken drevs under firma E & F Kreuger i Kalmar. Bröderna Kreuger fortsatte med att 1906 grunda Kalmar Tändsticksfabrik i Kalmar. 
År 1912 sammanslogs fabrikerna i Mönsterås och Kalmar till AB Kalmar och Mönsterås Tändsticksfabriker, med säte i Kalmar. Året därpå bildades AB Förenade Svenska Tändsticksfabriker (”Kalmartrusten”) av tolv fabriker med Ivar Kreuger som verkställande direktör. Detta företag fusionerades med Jönköpings och Vulcans Tändsticksfabriks AB (”Jönköpingstrusten”) 1917 för att bilda Svenska Tändsticksaktiebolet (STAB) och därmed ett de facto svenskt monopol på tändstickstillverkning.
Den ursprungliga fabriken var ett 40 meter långt och 12 meter brett tvåvåningshus. Merparten av produktions- och sevicelokaler fanns på bottenvåningen. På den övre våningen fanns ett rum för pappersskärning och tillverkning av askar samt ett samlings- och tvättrum.
Fabriken lades ned 1967.